# Markttriebendorf

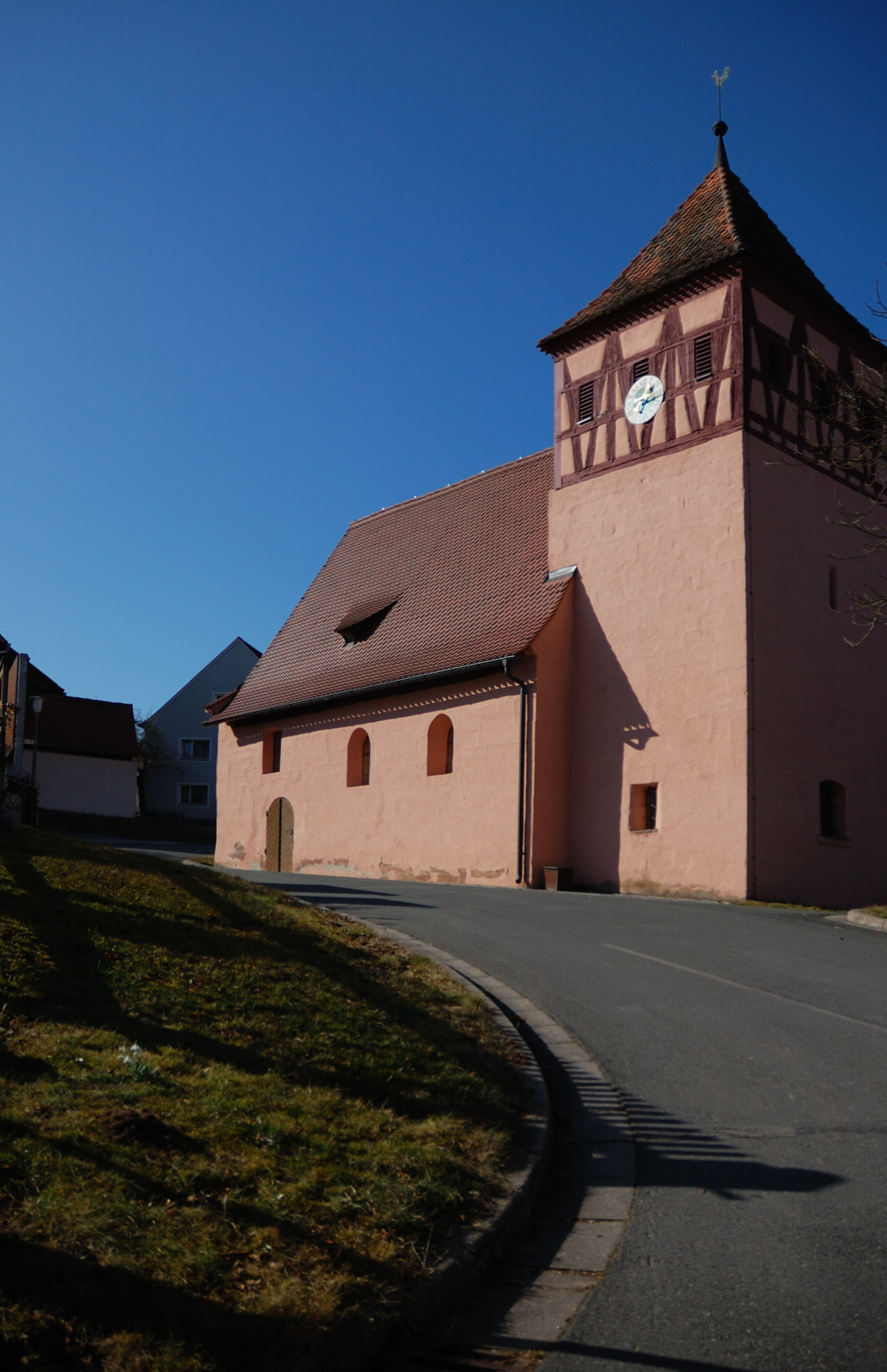
St. Matthäus

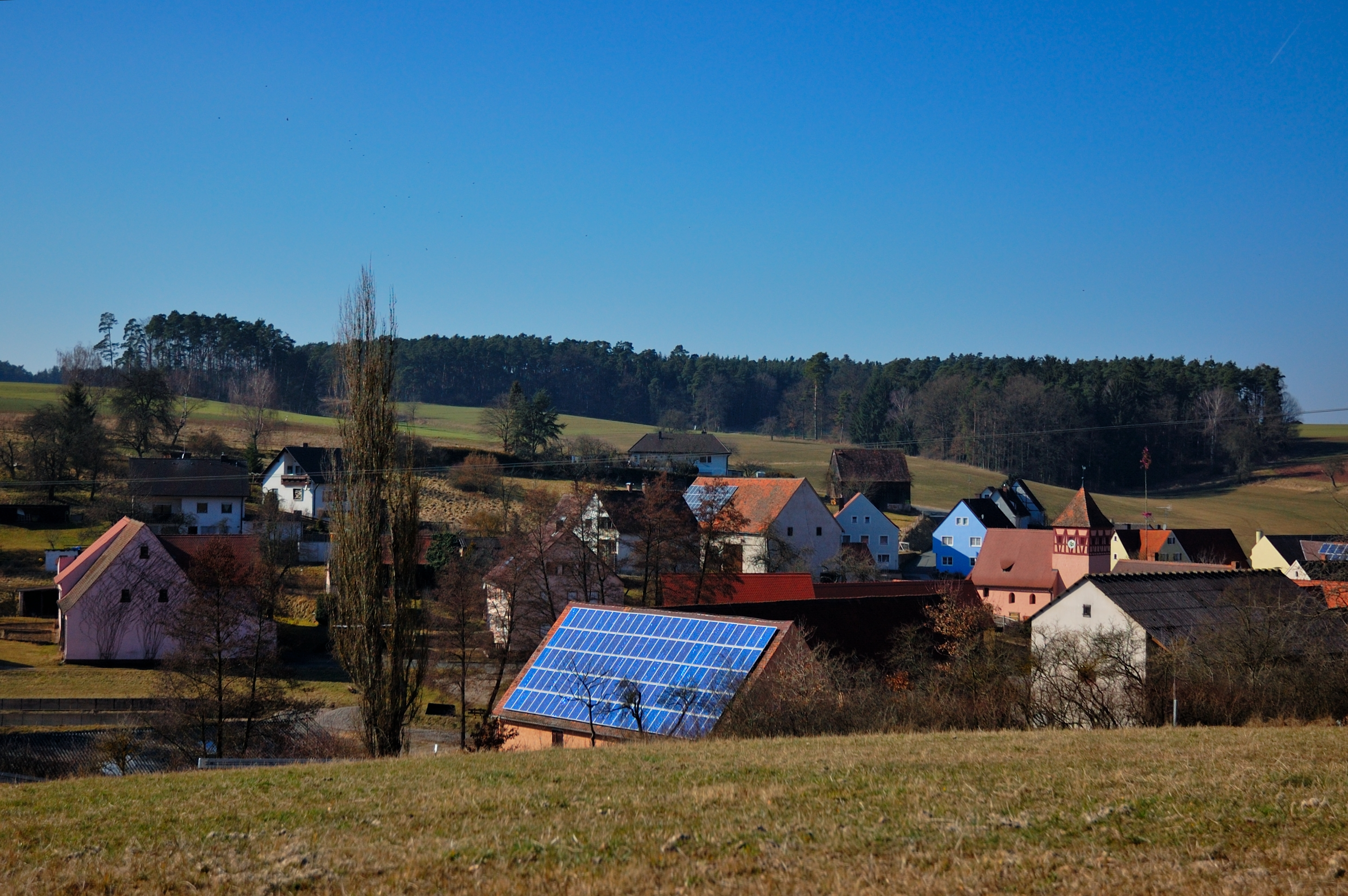

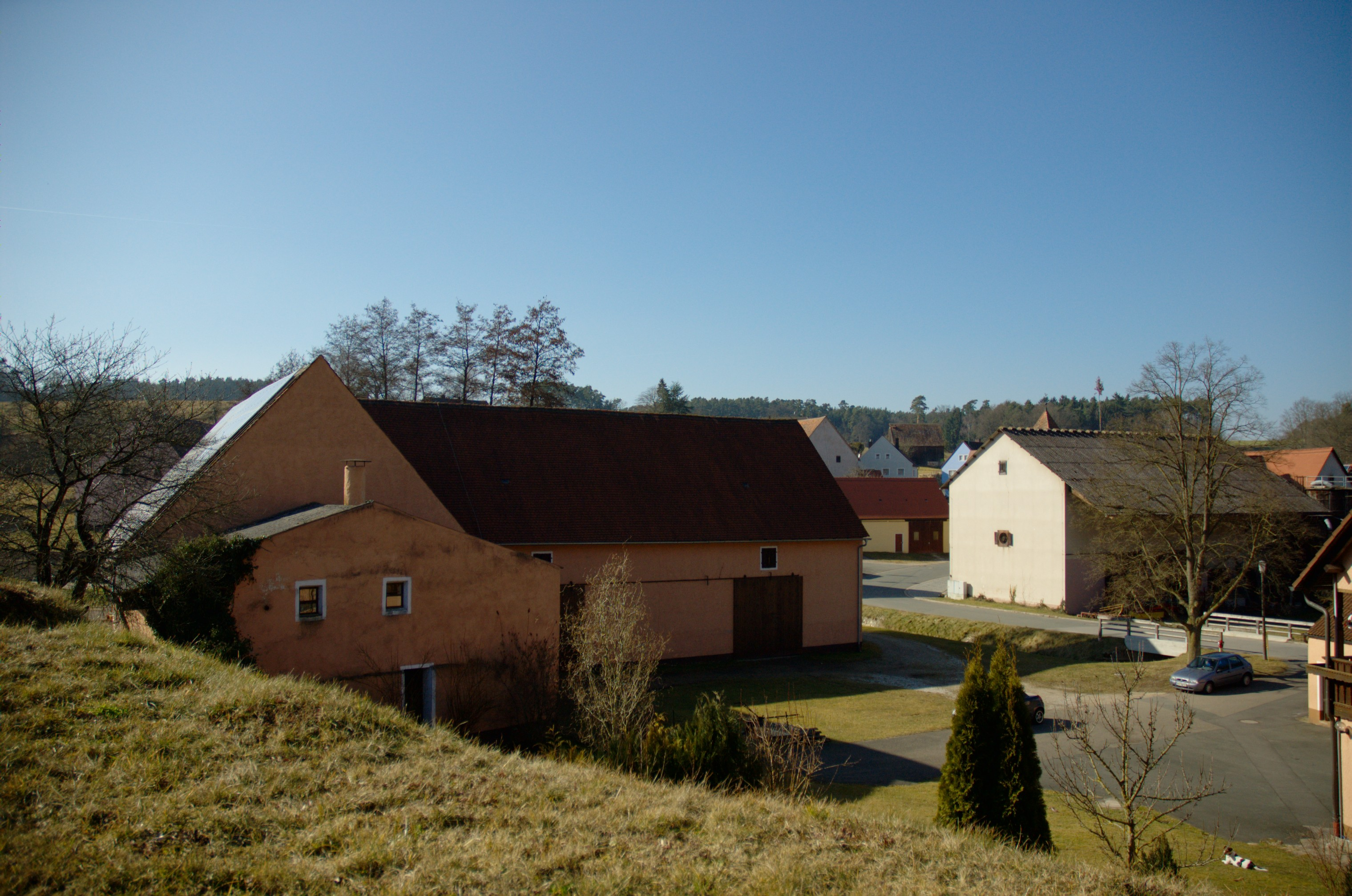

Markttriebendorf ist ein Gemeindeteil der Stadt Heilsbronn im Landkreis Ansbach (Mittelfranken, Bayern). Markttriebendorf liegt in der Gemarkung Betzendorf.

## Geografie
Das Kirchdorf liegt in einem Tal, durch das der Triebendorfer Graben (auch Deichselbach genannt) fließt, ein rechter Zufluss der Bibert. 0,5 km südlich des Orts befindet sich der Burgstall Markttriebendorf, 1 km westlich erhebt sich der Kreuzstein (398 m ü. NHN). Ebenfalls im Westen liegt die Flur Eckstall. Gemeindeverbindungsstraßen führen nach Neuhöflein zur Kreisstraße AN 17 (1,5 km südwestlich), nach Betzendorf zur Kreisstraße AN 24 (1,4 km östlich) und nach Hörleinsdorf (0,9 km nordöstlich).

## Geschichte
Der Ort wurde 1306 erstmals urkundlich erwähnt. Aus dieser Zeit stammt auch die spätromanische St.-Matthäus-Kirche, die ursprünglich eine Filiale von St. Maria (Großhaslach) war und seit 1818 von St. Johannes (Bürglein).
In den Jahren 1440 und 1442 kaufte das Kloster Heilsbronn von dem Nürnberger Bürger Peter Haller Güter, Gülten und eine Mühle. Weitere Güter erwarb das Kloster durch die Schenkung eines am Ort ansässigen Schneiders. In einer Aufzeichnung aus dem Jahr 1569 wird berichtet, dass in Triebendorf dreimal jährlich Märkte gehalten wurden. Wann es dieses Marktrecht erhalten hatte, kann nicht genau gesagt werden. Es wurde jedoch später auf die Abhaltung nur eines Marktes zur Kirchweih beschnitten, weil der Ort, damals mit nur drei Höfen, als zu klein galt. Die beiden anderen Jahrmärkte wurden nach Weißenbronn und Bonnhof verlegt.
Im 16-Punkte-Bericht des Klosteramts Heilsbronn aus dem Jahr 1608 wurden für Markttriebendorf sieben Mannschaften verzeichnet, die alle das Kastenamt Bonnhof als Grundherrn hatten (zwei Bauern, fünf Köbler). Das Hochgericht übte das brandenburg-ansbachische Kasten- und Stadtvogteiamt Windsbach aus. Während des Dreißigjährigen Krieges brannte die Mühle ab, die Kirche wurde beschädigt und alle Höfe verödeten. Es fanden sich erst nach 1665 neue Besitzer.
Gegen Ende des 18. Jahrhunderts gab es in Markttriebendorf zehn Anwesen (1 Hof, 1 Halbhof, 5 Güter, 1 Mühle, Gemeindehirtenhaus). Das Hochgericht übte das brandenburg-bayreuthische Stadtvogteiamt Markt Erlbach im begrenzten Umfang aus. Es hatte ggf. an das brandenburg-ansbachische Richteramt Roßtal auszuliefern. Die Dorf- und Gemeindeherrschaft und die Grundherrschaft über alle Anwesen hatte das brandenburg-bayreuthische Kastenamt Bonnhof. Von 1797 bis 1808 unterstand der Ort dem Justiz- und Kammeramt Cadolzburg. Es gab zu dieser Zeit acht Untertansfamilien.
Im Rahmen des Gemeindeedikts wurde Markttriebendorf dem 1808 gebildeten Steuerdistrikt Petersaurach und der 1810 gegründeten Ruralgemeinde Petersaurach zugeordnet. Mit dem Zweiten Gemeindeedikt (1818) wurde Markttriebendorf in die neu gebildete Ruralgemeinde Betzendorf umgemeindet. Diese wurde am 1. Januar 1972 im Zuge der Gebietsreform in Bayern nach Heilsbronn eingemeindet wurde.

### Baudenkmal
- St. Matthäus, evangelisch-lutherische Filialkirche der Pfarrei Bürglein (Kirchweih am Tage St. Matthaei); Chorturm und Saalbau spätromanisch, wohl des 13. Jahrhunderts, aus Sandsteinquadern. Chor durch Längstonne gewölbt, Fenster später erweitert (nach Osten zu einer Stichbogenöffnung); an der Nordseite Piscina[13]

### Einwohnerentwicklung
| Jahr      | 001818 | 001840 | 001861 | 001871 | 001885 | 001900 | 001925 | 001950 | 001961 | 001970 | 001987 | 002007 | 002016 |
| Einwohner | 69     | 64     | 60     | 49     | 44     | 44     | 62     | 85     | 56     | 68     | 60     | 50     | 56     |
| Häuser    | 12     | 9      |        |        | 13     | 15     | 11     | 13     | 11     |        | 14     |        |        |
| Quelle    | [ 15 ] | [ 16 ] | [ 17 ] | [ 18 ] | [ 19 ] | [ 20 ] | [ 21 ] | [ 22 ] | [ 23 ] | [ 24 ] | [ 25 ] |        | [ 1 ]  |

## Religion
Markttriebendorf ist seit der Reformation evangelisch-lutherisch geprägt und war ursprünglich nach St. Maria (Großhaslach) gepfarrt, seit 1818 ist die Pfarrei St. Johannes (Bürglein) zuständig. Die Einwohner römisch-katholischer Konfession sind nach Unsere Liebe Frau (Heilsbronn) gepfarrt.